# Elina Pohjanpää
Armi Elina Annikki Pohjanpää, född 8 april 1933 i Helsingfors, död där 13 januari 1996, var en finländsk skådespelare. Hon var gift med Pentti Siimes.
Pohjanpää, som var dotter till hovrättsrådet Arvi Pohjanpää och tandläkaren Lempi Vilhelmiina Ranttila, var från 1965 anställd vid Helsingfors stadsteater. Hon var främst känd som komediskådespelare, men gestaltade även karaktärsroller med framgång.